# Vingadores (Universo Cinematográfico Marvel)
Os Vingadores (do original em inglês, Avengers) é uma equipe fictícia de super-heróis e os protagonistas da franquia de mídia Universo Cinematográfico Marvel (UCM), baseada na equipe de mesmo nome da Marvel Comics, criada por Stan Lee e Jack Kirby em 1963. Fundada pelo diretor da S.H.I.E.L.D, Nick Fury, a equipe é uma organização sediada nos Estados Unidos composta principalmente por indivíduos superpoderosos e talentosos, descritos como "Os Heróis Mais Poderosos da Terra", que estão comprometidos com a proteção do mundo contra uma variedade de ameaças. É descrito que os Vingadores operam no estado de Nova Iorque; originalmente operando a partir da Torre dos Vingadores em Midtown Manhattan e, posteriormente, do Complexo dos Vingadores no norte do estado de Nova Iorque.
O conceito dos Vingadores foi incitado na cena pós-créditos de Iron Man (2008), o primeiro filme do UCM, de Nick Fury, como uma iniciativa planejada por ele. O conceito foi mais explorado em Iron Man 2 (2010), com a introdução de Natasha Romanoff. A equipe acabou sendo estabelecida no filme crossover The Avengers (2012), que, seguido por Avengers: Age of Ultron (2015), Avengers: Infinity War (2018) e Avengers: Endgame (2019), estabeleceu uma série de quatro filmes que encabeçaram o UCM, e se tornou uma das franquias de maior bilheteria de todos os tempos. Organizada como um conjunto de personagens principais do UCM, como Homem de Ferro, Capitão América e Thor, a equipe é o elemento central da Saga do Infinito do UCM e é aclamada como uma parte importante da franquia.

## Conceito e criação

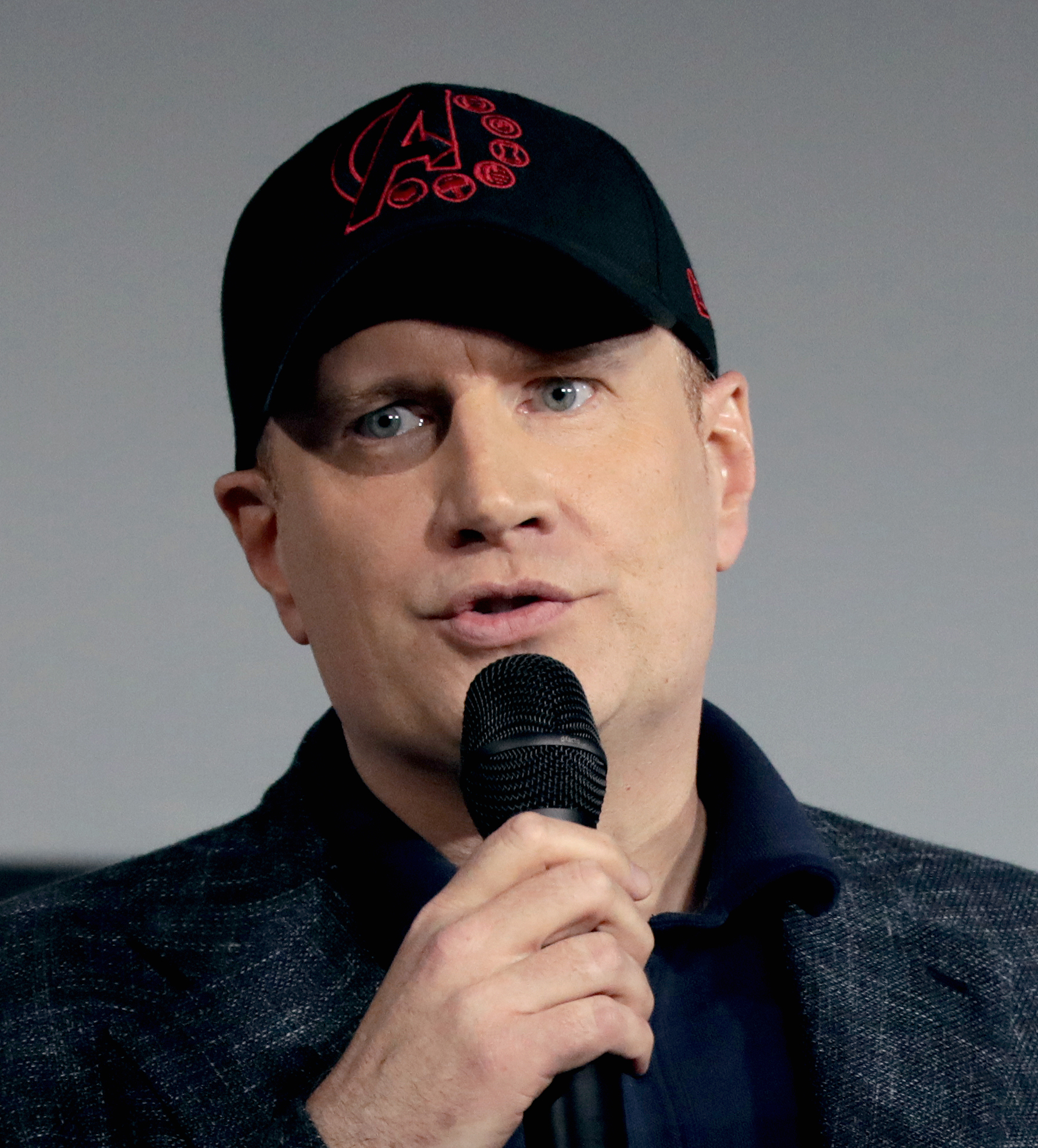
Kevin Feige ajudou a conceber o conceito dos Vingadores em um universo compartilhado.

Em meados dos anos 2000, Kevin Feige percebeu que a Marvel ainda possuía os direitos dos principais membros dos Vingadores. Feige, um autodeclarado "fanboy", imaginou a criação de um universo compartilhado, assim como os criadores Stan Lee e Jack Kirby fizeram com seus quadrinhos no início dos anos 1960.
As ideias para um filme baseado nos Vingadores começaram em 2003, com Avi Arad, CEO da Marvel Studios, anunciando os planos para desenvolver o filme em abril de 2005, depois que a Marvel Enterprises declarou independência ao se aliar à Merrill Lynch para produzir uma série de filmes que seriam distribuídos pela Paramount Pictures. A Marvel discutiu seus planos em uma breve apresentação para analistas de Wall Street; a intenção do estúdio era lançar filmes individuais para os personagens principais — a fim de estabelecer suas identidades e familiarizar o público com eles — antes de fundir os personagens em um filme crossover. O roteirista Zak Penn, que escreveu The Incredible Hulk (2008), que introduziu Hulk, se juntou ao filme em 2006 e foi contratado pela Marvel Studios para escrevê-lo em junho de 2007. Na esteira da greve dos roteiristas dos Estados Unidos de 2007–2008, a Marvel negociou com a Writers Guild of America para garantir que pudesse criar filmes baseados em seus homólogos de quadrinhos, incluindo Capitão América, Homem-Formiga e os Vingadores. Após o lançamento bem sucedido de Iron Man (2008) em maio, que introduziu o Homem de Ferro, a empresa estabeleceu uma data de lançamento em julho de 2011 para The Avengers. Em setembro de 2008, a Marvel Studios chegou a um acordo com a Paramount — uma extensão de uma parceria anterior — que deu à empresa direitos de distribuição para cinco futuros filmes da Marvel.
Em outubro de 2008, duas grandes perspectivas ocorreram para a Marvel Studios: Jon Favreau foi contratado como produtor executivo do filme, e a empresa assinou um contrato de longo prazo com a Raleigh Studios para produzir três outros filmes de grande orçamento — Iron Man 2 que introduz a Viúva Negra, Thor que introduz o personagem homônimo; bem como uma aparição do Gavião Arqueiro, Captain America: The First Avenger que introduz o Capitão América — no complexo de Manhattan Beach, Califórnia. Favreau afirmou que não dirigiria o filme, mas "definitivamente teria uma opinião e uma palavra a dizer". Favreau também expressou preocupação, afirmando: "Vai ser difícil, porque eu estava tão envolvido na criação do mundo do Homem de Ferro, e o Homem de Ferro é um herói muito centrado em tecnologia, e então com The Avengers você vai apresentar alguns aspectos sobrenaturais por causa de Thor, [e misturar] os dois funciona muito bem nos quadrinhos, mas será preciso muita consideração para fazer tudo funcionar e não estragar a realidade que criamos". Em março de 2009, a Marvel anunciou que a data de lançamento do filme havia sido adiada para 4 de maio de 2012, quase um ano inteiro depois.
Em julho de 2009, Penn falou sobre o processo de crossover, afirmando: "Meu trabalho é meio que transitar entre os diferentes filmes e ter certeza de que finalmente estamos imitando aquela estrutura de quadrinhos onde todos esses filmes estão conectados. Há apenas um quadro que rastreia o 'Aqui é onde tudo o que acontece neste filme se sobrepõe àquele filme'. Estou incentivando-os a fazer o máximo de animatics possível para animar o filme, desenhar quadros para que todos trabalhemos com as mesmas ideias visuais. Mas as exigências da produção possuem prioridade". A princípio, Penn tentou reduzir o papel de Thor no roteiro porque tinha dúvidas sobre a capacidade do personagem de ter sucesso no filme. Ele mudou de ideia quando Chris Hemsworth foi escalado como Thor. O filme sempre teve a intenção de usar Loki como vilão, mas Penn comentou que a discussão inicial havia considerado o uso do Caveira Vermelha.
Em janeiro de 2010, o chefe da Marvel Studios, Kevin Feige, foi perguntado se seria difícil fundir o aspecto de fantasia de Thor com o de ficção científica de alta tecnologia de Iron Man em The Avengers. "Não", ele disse, "porque estamos fazendo o Thor estilo Jack Kirby/Stan Lee/Walt Simonson/J. Michael Straczynski. Não estamos fazendo com que Thor tire a poeira do velho livro nórdico da sua biblioteca. E no Thor do Universo Marvel, há uma raça chamada Asgardianos. E estamos ligados através desta Árvore da Vida que não conhecemos. É ciência real, mas ainda não sabemos sobre isso. O filme 'Thor' é sobre ensinar isso às pessoas". Em março, foi relatado que Penn havia completado o primeiro rascunho do roteiro, e que o editor-chefe da Marvel, Joe Quesada, e o escritor de quadrinhos dos Vingadores, Brian Michael Bendis, haviam recebido cópias. Numerosos aspectos e elementos tanto dos Supremos quanto dos Vingadores da Terra-616 foram utilizados para o visual e o enredo do filme de ação live-action de 2012, The Avengers.

## Biografia fictícia

### Iniciativa Vingadores
Em 1995, a Iniciativa Vingadores é criada pelo diretor da S.H.I.E.L.D., Nick Fury, que prevê um grupo de heróis trabalhando juntos em resposta a ameaças planetárias, após o aparecimento de super-humanos como Carol Danvers. Ele nomeia seu plano após ver uma inscrição no jato de Danvers da época da Força Aérea dos Estados Unidos em uma fotografia, chamado "Avenger". Anos depois, Fury avalia vários indivíduos para a iniciativa, incluindo Tony Stark e Steve Rogers. A adesão de Stark é recusada após um relatório negativo sobre sua adequação por Natasha Romanoff. O Conselho de Segurança Mundial expressa o desejo de que Emil Blonsky se junte à iniciativa, embora abandonem seu desejo depois que Stark dissuade Thaddeus Ross da ideia.

### Batalha de Nova Iorque

Os Vingadores originais se reunindo no que é considerado um dos momentos cruciais do UCM. (Da esquerda para a direita: Scarlett Johansson como Viúva Negra, Chris Hemsworth como Thor, Chris Evans como Capitão América, Jeremy Renner como Gavião Arqueiro, Robert Downey Jr. como Homem de Ferro, e Mark Ruffalo como Hulk).

Em 2012, o Asgardiano Loki se teletransporta para a Instalação da Missão Conjunta para Energia Escura na Terra, onde ele rouba o Tesseract e faz uma lavagem cerebral em Clint Barton e Dr. Erik Selvig usando seu cetro. Após o ataque, Fury recruta Stark e Bruce Banner para localizar o Tesseract. Rogers, Romanoff e Stark apreendem Loki, mas são interrompidos pela chegada de Thor. Isso leva a confrontos entre o grupo, exacerbados pela revelação de que a S.H.I.E.L.D. está construindo armas de destruição em massa usando o Tesseract, durante o qual Barton, que sofreu lavagem cerebral, ataca o Aeroporta-Aviões, provocando Banner a se transformar em Hulk e entrar em fúria.
Depois que Loki mata o agente da S.H.I.E.L.D., Phil Coulson, a equipe se une para vingá-lo. Romanoff liberta Barton do controle mental, e os Vingadores partem para enfrentar Loki, que posteriormente abre um buraco de minhoca na Torre Stark usando o Tesseract e começa sua invasão, com os Vingadores, liderados por Rogers, lutando contra seu exército de Chitauris. Durante a batalha, o Conselho de Segurança Mundial lança um ataque nuclear em direção a Manhattan contra a vontade de Fury, mas o míssil é interceptado por Stark, que voa através do buraco de minhoca e destrói a nave-mãe Chitauri, destruindo o exército. Romanoff usa o cetro de Loki para fechar o portal, e Loki é preso e levado para Asgard. Os Vingadores também se unem para comer shawarma após a batalha, enquanto que a Torre Stark é renomeada como "Torre dos Vingadores".

### Confronto contra Hidra e Ultron

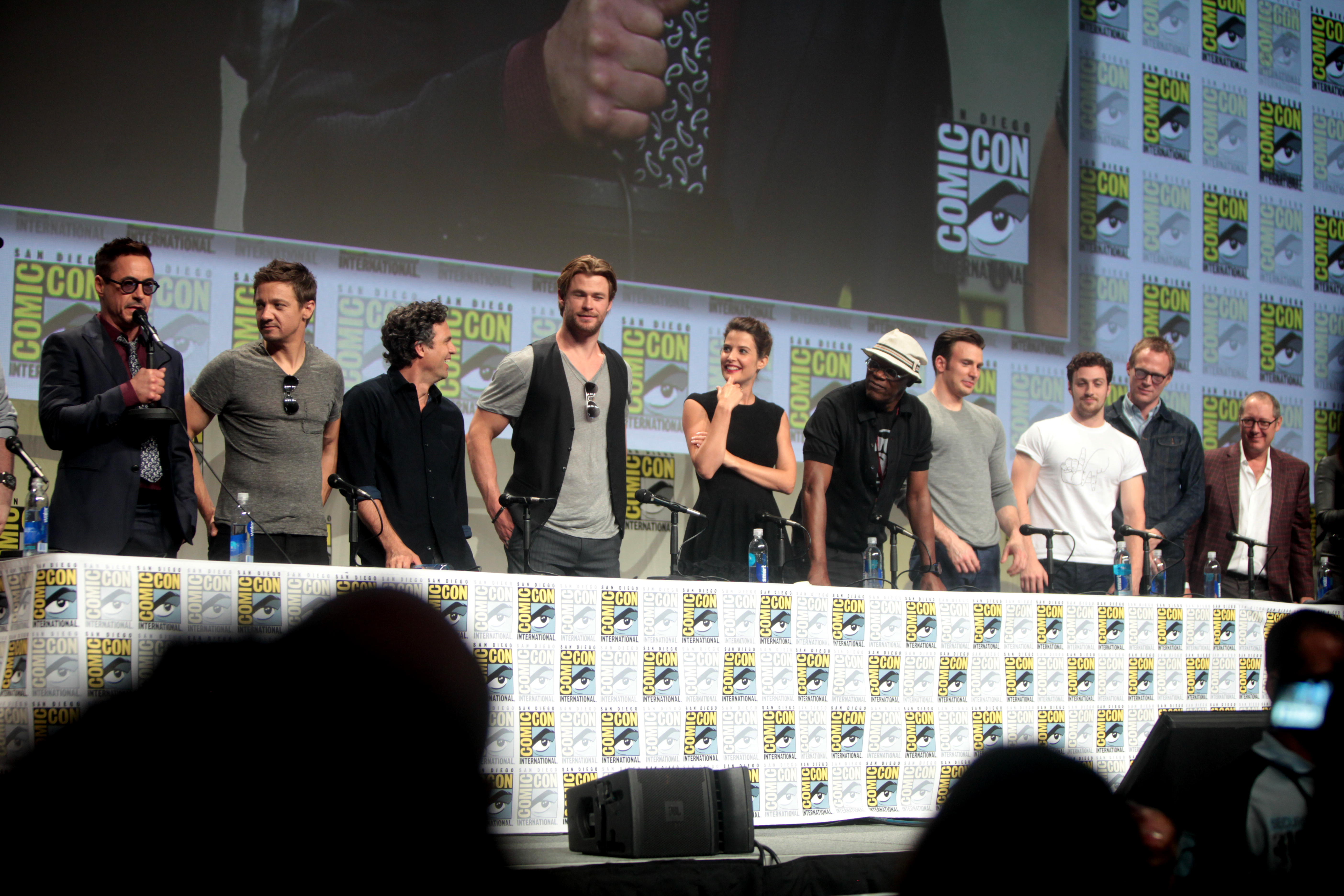
O elenco de Avengers: Age of Ultron na San Diego Comic-Con 2014.

Três anos após seu ataque à cidade de Nova Iorque, o cetro de Loki, anteriormente na posse da S.H.I.E.L.D., é usado pela Hidra após o colapso da S.H.I.E.L.D., fazendo com que os Vingadores o rastreiem até a nação do Leste Europeu de Sokovia, onde eles lutam para recuperá-lo, também encontrando os sujeitos de teste sobre-humanos da Hidra, Pietro e Wanda Maximoff. Barton é ferido na batalha, enquanto que Rogers captura o líder da Hidra, Wolfgang von Strucker, e Stark consegue recuperar o cetro apesar de ter sido submetido a alucinações apocalípticas pela telepatia de Wanda Maximoff. Stark e Banner decidem usar o cetro para criar o Programa Ultron como uma manutenção da paz em inteligência artificial. Enquanto isso, os Vingadores comemoram sua vitória. No entanto, a recém-projetada I.A. ataca os Vingadores como Ultron, com a intenção de destruí-los, e depois mata Strucker. Os Vingadores estão divididos sobre a criação de Stark, que afirma que a intenção era proteger a Terra de ameaças cósmicas iminentes.
Na África, os Vingadores enfrentam Ultron, agora aliado dos gêmeos Maximoff, e uma luta começa. Wanda induz alucinações telecinéticas nos Vingadores e desencadeia a transformação de Banner para Hulk antes de ser parado por Barton. Hulk invade Joanesburgo até ser parado por Stark em sua armadura Hulkbuster. Depois de se reagrupar e encontrar Nick Fury na fazenda de Clint Barton, Rogers, Barton e Romanoff recuperam um novo corpo de vibranium criado por Ultron. Stark e Banner carregam J.A.R.V.I.S. no corpo, embora enfrentem resistência de Rogers e dos Maximoffs. Thor, tendo experimentado uma visão das Joias do Infinito, usa o Mjolnir para sobrecarregar o processo, criando o Visão.
Com Ultron tentando causar um evento de extinção em massa usando Sokovia como um meteoro, os Vingadores, acompanhados por James Rhodes e os Maximoffs, derrotam as sentinelas de Ultron e evacuam os civis. Pietro Maximoff é morto salvando Clint Barton, e Sokovia é explodida por Stark e Thor para evitar a extinção humana. Visão eventualmente destrói o último corpo remanescente de Ultron. No rescaldo da batalha, Stark decide se aposentar como membro ativo da equipe; Banner desaparece e Thor vai ao espaço para rastrear as Joias do Infinito; enquanto Rhodes, Sam Wilson, Maximoff e Visão se juntam à equipe. Os Vingadores também se mudam para o novo Complexo dos Vingadores no norte do estado de Nova Iorque como sua sede principal.

### Guerra Civil

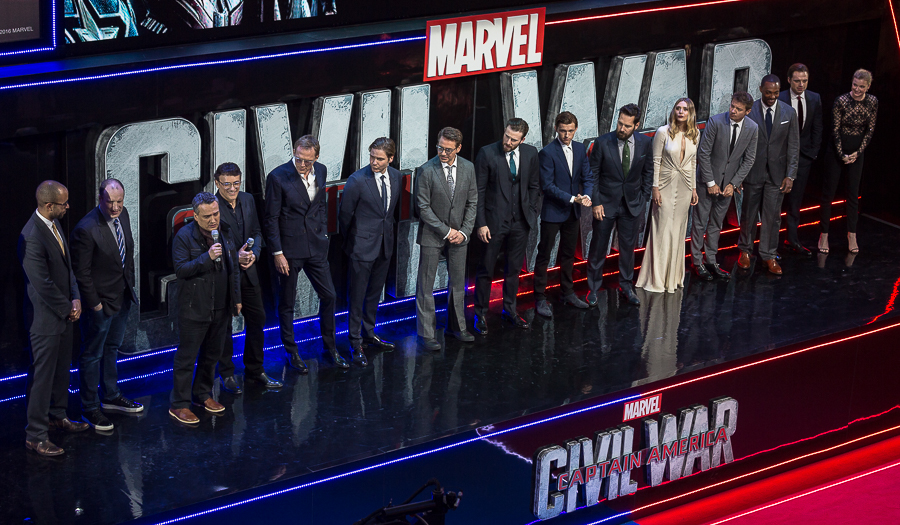
O elenco de Captain America: Civil War, acompanhado por Kevin Feige, os diretores irmãos Russo e o produtor Nate Moore na estreia em Londres.

Um ano após a Batalha de Sokovia, a Nova Instalação dos Vingadores torna-se alvo de um assalto, com um confronto entre Wilson e Scott Lang. Meses depois, Rogers, Romanoff, Maximoff e Wilson defendem um laboratório de pesquisa em Lagos de Brock Rumlow. Os Vingadores param com sucesso Rumlow e sua tripulação de mercenários, mas quando uma tentativa de ataque suicida de Rumlow é desviada por Maximoff através de telecinese, os diplomatas de Wakanda são mortos. Como resultado, o Secretário de Estado, Thaddeus Ross, apresenta o Tratado de Sokovia aos Vingadores, uma legislação das Nações Unidas que colocaria os Vingadores e outros super-humanos sob a autoridade direta da ONU. Embora Stark, Rhodes, Visão e Romanoff apoiem a ideia, Rogers e Wilson se opõem devido ao medo de que sua autonomia seja limitada.
Depois que Bucky Barnes é acusado de matar o rei de Wakanda, T'Chaka, em uma explosão, Rogers e Wilson procuram protegê-lo de um mandado de prisão, fazendo com que eles entrem em confronto com Stark, Rhodes, Romanoff e T'Challa, filho de T'Chaka. Depois que Barnes é detido em Berlim, Helmut Zemo ativa seu alter-ego 'Soldado Invernal' usando o Livro do Soldado Invernal, embora Barnes mais tarde caia em si e revele o interesse de Zemo no Programa do Soldado Invernal. Para ajudá-los, Wilson recruta Lang, e Rogers recruta Barton, que confronta Visão e tira Maximoff da prisão domiciliar de facto no Complexo dos Vingadores. Os dois lados dos Vingadores então se confrontam no Aeroporto de Leipzig/Halle, com Rogers, Barnes, Wilson, Barton, Lang e Maximoff enfrentando Stark, Rhodes, Romanoff, Visão, T'Challa e o novo recruta, Peter Parker.
Rogers e Barnes conseguem escapar com a ajuda de Romanoff, enquanto que seus companheiros de equipe estão presos na Jangada. As pernas de Rhodes ficam paralisadas quando ele é acidentalmente atingido por uma explosão de Visão que visava Wilson. Rogers e Barnes vão para a Instalação Siberiana da Hidra a fim de impedir Zemo de reativar o Programa do Soldado Invernal, e Stark se junta a eles. No entanto, Zemo mostra a Stark imagens do assassinato dos pais de Stark por Barnes, virando Stark contra Rogers e Barnes. Na luta que se seguiu, Rogers desativa a armadura de Stark, enquanto o braço cibernético de Barnes é destruído e Rogers abandona seu escudo. Enquanto isso, T'Challa prende Zemo depois de descobrir que ele era o verdadeiro assassino de seu pai. Rogers mais tarde liberta seus companheiros da Jangada com a ajuda de Romanoff chegando em um Quinjet, com Stark se recusando a detê-lo.

#### Consequências
Embora oficialmente reduzido a apenas Stark, Visão e Rhodes, os Vingadores continuam operando. Stark vende a Torre dos Vingadores, e é oferecido um lugar à Parker na lista dos Vingadores por Stark depois de derrotar Adrian Toomes, embora ele recuse, optando por permanecer como um super-herói da vizinhança. Enquanto isso, Barton e Lang fazem um acordo com o governo dos Estados Unidos para serem colocados em prisão domiciliar para que possam voltar para suas famílias. O FBI, liderado por Jimmy Woo, monitora a prisão domiciliar de Lang, que ele viola devido a Hope van Dyne e Hank Pym precisarem de sua ajuda para encontrar Janet Van Dyne, que está presa no Reino Quântico. A busca de Thor pelas Joias do Infinito o coloca em conflito com o Grão-Mestre, onde ele conhece Valquíria e se reúne com Banner. Asgard é posteriormente destruída, com Thor liderando os refugiados sobreviventes.

### Guerra Infinita
Em 2018, os Vingadores entram em conflito com Thanos e seus filhos, que buscam as seis Joias do Infinito com o objetivo de dizimar metade de toda a vida no universo. Thanos embarca com força na Nave do Grão Mestre, mata Loki e incapacita Thor. Banner, como o Hulk, também é derrotado por Thanos, mas é enviado à Terra por Heimdall para informar a Stephen Strange, o guardião da Joia do Tempo, bem como seu amigo Wong, da chegada iminente de Thanos. Strange, Wong e Banner, acompanhados por Stark e Parker, enfrentam Fauce de Ébano e Cull Obsidian em Greenwich Village. Com o Hulk relutante em emergir, Strange é capturado por Ébano, enquanto que Banner entra em contato com Rogers para avisá-lo da intenção de Thanos de adquirir a Joia da Mente de Visão.

#### Batalha de Titã
No espaço a bordo da nave de Ébano, Stark e Parker perseguem Strange e matam Ébano. A pedido de Stark, eles vão para o planeta natal de Thanos, Titã, onde se aliam aos Guardiões da Galáxia após uma hostilidade inicial. Os Vingadores e os Guardiões são capazes de conter Thanos e tentar tirar a Manopla do Infinito, no qual empunhava quatro das seis Joias. No entanto, um enfurecido Peter Quill ataca Thanos ao saber da morte de Gamora, permitindo que Thanos escape. Thanos incapacita o grupo, e Strange entrega a Joia do Tempo para salvar a vida de Stark, contradizendo sua promessa anterior de não fazer isso.

#### Batalha de Wakanda
Enquanto isso, Rogers, Romanoff e Wilson, fugitivos desde 2016, interceptam um ataque a Visão e Maximoff em Edimburgo. Eles retornam ao Complexo dos Vingadores, onde se reúnem com Rhodes e Banner. Ao saber da ameaça, Visão propõe ser destruído para evitar que Thanos adquira a Joia da Mente, mas os Vingadores se recusam e viajam para Wakanda, onde Shuri, irmã de T'Challa, inicia uma operação para remover a Joia de Visão. Enquanto isso, o exército de Wakanda, a Tribo Jabari, as Dora Milaje e Barnes se aliam aos Vingadores para defender Visão dos filhos de Thanos e dos Outriders. Banner, incapaz de se tornar o Hulk, veste uma armadura Hulkbuster modificada, e Thor, Rocket e Groot também chegam a Wakanda e se juntam à batalha, com Thor empunhando seu machado recém-forjado, o Rompe Tormentas.
Corvus Glaive embosca Shuri, impedindo-a de operar Visão. Visão mata Glaive, Banner mata Obsidian, e Maximoff mata Próxima Meia-Noite durante a batalha. Quando Thanos chega, Visão pede a Maximoff que destrua a Joia da Mente. Rogers reúne os Vingadores em uma tentativa frustrada de parar Thanos. Maximoff destrói a Joia em lágrimas, matando Visão, mas Thanos usa a Joia do Tempo para reverter a ação e recupera a Joia da testa de Visão, matando-o mais uma vez. Com a manopla, agora montada, Thanos, apesar de ser atacado por Thor, inicia o Blip, fazendo com que Wilson, Barnes, Maximoff, Strange, Parker, T'Challa, Groot, Quill, Drax e Mantis se desintegrem, deixando Stark e Nebulosa sozinhos em Titã, enquanto que os Vingadores sobreviventes em Wakanda lamentam sua derrota após a retirada de Thanos.

### Revertendo o Blip
Três semanas depois, os Vingadores se reagrupam depois que Stark e Nebulosa são resgatados do espaço por Carol Danvers. Após uma explosão de Stark em direção a Rogers por não apoiá-lo em Titã, o resto dos Vingadores detecta uma onda de energia do planeta Jardim de Thanos, e Rogers, Banner, Thor, Danvers, Rhodes, Rocket e Nebulosa vão até lá para emboscá-lo. Thanos revela que ele destruiu as Joias do Infinito, levando a um enfurecido Thor a decapitá-lo.
Durante os próximos cinco anos, Romanoff se torna a líder dos Vingadores, tendo recrutado oficialmente Danvers, Rocket e Nebulosa para a equipe. Os Vingadores de Romanoff trabalham para reprimir distúrbios na Terra e em outros planetas causados pelo Blip, e trabalham em estreita colaboração com Okoye de Wakanda. Rogers se torna um conselheiro de luto, enquanto que Stark se aposenta para morar com sua esposa Pepper Potts e sua filha Morgan. Barton, com sua família sendo vítima do Blip, torna-se um justiceira caçador de criminosos chamado Ronin. Thor, vencido pela depressão, torna-se um alcoólatra obeso. Banner funde suas personalidades, mantendo sua inteligência no corpo do Hulk.

#### Assalto no Tempo
Em 2023, após a libertação de um Scott Lang preso do Reino Quântico, Lang visita Rogers e Romanoff, e explica que ele experimentou apenas cinco horas no Reino em vez de cinco anos e, portanto, sugere a viagem no tempo como um método de reverter o Blip. Lang, Rogers e Romanoff visitam Stark e Banner para discutir o plano, com Stark recusando, e Banner executando testes malsucedidos de viagem no tempo em Lang usando o túnel quântico de Hank Pym. Depois disso, Stark, lembrando-se da perda de Parker e dos outros, ajuda a equipe a desenvolver uma viagem no tempo bem-sucedida usando as Partículas Pym, com os Vingadores realizando uma operação apelidada por Lang como o "Assalto no Tempo".
Banner, Rogers, Stark e Lang viajam para Nova Iorque em 2012, com Banner recebendo a Joia do Tempo pela Anciã, depois de revelar a rendição de Strange, enquanto que Stark e Rogers recuperam a Joia do Espaço da década de 1970 depois de não conseguir recuperá-la em 2012. Thor e Rocket recuperam a Joia da Realidade e o Mjolnir de Asgard em 2013. Com Rhodes e Nebulosa recuperando a Joia do Poder de Morag em 2014, Nebulosa é capturada por um Thanos do passado e substituída por ela mesma. A Joia da Alma também é recuperada por Barton, após Romanoff se sacrificar em Vormir para obtê-la.

#### Batalha da Terra

Os Vingadores, liderados por Chris Evans como Capitão América, reunidos na Batalha da Terra. A sequência da batalha foi elogiada pela /Film como uma melhoria em relação a Avengers: Infinity War, enquanto que as cenas da sequência foram recebidas positivamente pelo público cinematográfico.

Reunindo-se no presente, os Vingadores colocam as Joias em uma manopla projetada por Stark, Banner e Rocket. Banner, tendo a maior resistência à radiação gama, empunha a manopla e inverte o Blip. Enquanto isso, a Nebulosa de 2014, personificando seu eu do futuro, usa a máquina do tempo para transportar Thanos de 2014 e sua nave de guerra para o presente, destruindo o Complexo dos Vingadores no processo. A Nebulosa atual convence a Gamora de 2014 a trair Thanos, mas não consegue convencer a Nebulosa de 2014 e a mata. Thanos domina Stark, Thor e Rogers, que empunha o Mjolnir com a aprovação de Thor. Thanos convoca seu exército para recuperar as Joias, com a intenção de usá-las para destruir o universo e criar um novo. Um Dr. Stephen Strange restaurado chega com outros magos, os Vingadores e Guardiões da Galáxia restaurados, bem como os Saqueadores e os exércitos de Wakanda e Asgard para lutar contra o exército de Thanos. Carol Danvers também chega e destrói a nave de guerra de Thanos, mas Thanos a domina e empunha a manopla. Após uma solicitação de Strange, Stark obtém as Joias e as usa para desintegrar Thanos e seu exército, mas a tensão de usá-las o mata.

#### Consequências
Após o funeral de Stark, Thor nomeia Valquíria como a nova governante de Nova Asgard e segue para o espaço com os Guardiões, incluindo Rocket e Nebulosa. Rogers devolve as Joias do Infinito e o Mjolnir às suas próprias linhas temporais e permanece no passado para viver com Peggy Carter. No presente, um Rogers idoso passa seu escudo para Sam Wilson, aposentando-se como um Vingador. Lang volta para casa para passar um tempo com Hope e sua filha, Cassie. Wanda, em seu luto pela morte de Visão, cria uma falsa realidade mágica em Westview, Nova Jersey, que eventualmente revela a origem de seus poderes como a Feiticeira Escarlate. Seus poderes revivem Visão, agora com uma aparência alterada e sem a Joia da Mente.
Rhodes e Wilson retornam às forças armadas dos Estados Unidos e, eventualmente, Wilson aceita o legado de Rogers e se torna o novo Capitão América. Parker retorna à escola e brevemente se torna o sucessor escolhido de Stark até que ele é posto em conflito com Quentin Beck, que revela a identidade secreta de Parker e o enquadra como seu assassino. Ele procura a ajuda de Strange para reverter os danos à sua vida pessoal, mas os eventos que acontecem fazem com que o multiverso se abra e, para salvar seu universo do colapso, Parker escolhe ter o conhecimento do mundo sobre sua existência completamente apagado. Agora anônimo, mas sem entes queridos, ele retoma seu vigilantismo como Homem-Aranha.
Danvers e Banner permanecem em contato e respondem ao chamado de Wong para discutir a origem dos Dez Anéis de Shang-Chi. Barton se aposenta e vive com sua família em sua fazenda. Em Nova Iorque, suas ações anteriores como Ronin fazem com que ele entre em conflito com elementos do crime organizado, bem como com a irmã adotiva de Romanoff e a Viúva Negra, Yelena Belova. Ele finalmente faz as pazes com eles, e também recebe uma protegida chamada Kate Bishop.

## Versões alternativas
Os Vingadores aparecem na série animada What If...? (2021), que retrata a equipe em várias realidades alternativas dentro do multiverso do UCM.

### Morte dos Vingadores
Em um 2011 alternativo, um vingativo Hank Pym elimina os candidatos aos Vingadores: Stark, Thor, Barton, Banner e Romanoff. Depois que Pym é derrotado, Loki aproveita a oportunidade para invadir a Terra. Enquanto isso, Fury se prepara silenciosamente para reativar a equipe depois que Rogers é descoberto no Ártico e Danvers responde ao seu pedido de ajuda. Rogers, Danvers e Fury depois lutam contra Loki e seu exército Asgardiano a bordo de um Aeroporta-Aviões. Durante a luta, o Vigia traz uma variante de Romanoff de um universo que foi exterminado por Ultron, e ela incapacita Loki com seu próprio cetro antes de ser saudada por Fury.

### Surto de zumbis
Em um 2018 alternativo, um vírus quântico é lançado transformando pessoas em zumbis. Alguns dos Vingadores respondem a um surto em São Francisco e são posteriormente infectados também. Banner e Parker sobrevivem e, com outros aliados, encontram Visão que está mantendo viva uma Wanda Maximoff infectada, alimentando seus pedaços de T'Challa. Visão se sacrifica para fornecer a Joia da Mente para que eles possam usá-la para encontrar uma cura, e Banner fica para trás para manter Maximoff à distância, permitindo que Parker, T'Challa e Lang escapem para Wakanda, onde sem o conhecimento deles, um Thanos infectado aguarda com a maioria das Joias do Infinito.

### Conquista de Ultron
Em um 2015 alternativo, Ultron se implanta com sucesso no corpo de Visão e extermina os Vingadores, exceto Barton e Romanoff. Anos depois, quando Ultron continua sua campanha de destruição em todo o universo após obter as Joias do Infinito, Barton e Romanoff lutam contra as sentinelas de Ultron. Percebendo que seus esforços são insignificantes, eles tentam encontrar uma maneira de desligar sua I.A. e, eventualmente, se preparam para enviar uma cópia analógica da consciência de Arnim Zola na mente de Ultron, mas Barton se sacrifica em vão e o upload falha quando Ultron entra no Multiverso.

## Lista da equipe
| Personagem                        | Retratado por                                         | Juntou-se em                   | Notas                                       |
| --------------------------------- | ----------------------------------------------------- | ------------------------------ | ------------------------------------------- |
| Tony Stark / Homem de Ferro       | Robert Downey Jr.                                     | The Avengers (2012)            | Morreu depois de usar as Joias do Infinito. |
| Bruce Banner / Hulk               | Mark Ruffalo                                          | The Avengers (2012)            | —                                           |
| Thor Odinson                      | Chris Hemsworth                                       | The Avengers (2012)            | Partiu para o espaço.                       |
| Steve Rogers / Capitão América    | Chris Evans                                           | The Avengers (2012)            | Aposentado por velhice.                     |
| Natasha Romanoff / Viúva Negra    | Scarlett Johansson                                    | The Avengers (2012)            | Morreu durante o Assalto no Tempo.          |
| Clint Barton / Gavião Arqueiro    | Jeremy Renner                                         | The Avengers (2012)            | —                                           |
| James Rhodes / Máquina de Combate | Don Cheadle                                           | Avengers: Age of Ultron (2015) | —                                           |
| Wanda Maximoff                    | Elizabeth Olsen                                       | Avengers: Age of Ultron (2015) | —                                           |
| Pietro Maximoff                   | Aaron Taylor-Johnson                                  | Avengers: Age of Ultron (2015) | Morto por balas.                            |
| Visão                             | Paul Bettany                                          | Avengers: Age of Ultron (2015) | Morto por Thanos.                           |
| Sam Wilson / Falcão               | Anthony Mackie                                        | Avengers: Age of Ultron (2015) | —                                           |
| Peter Parker / Homem-Aranha       | Tom Holland                                           | Avengers: Infinity War (2018)  | —                                           |
| Rocket                            | Bradley Cooper (voz)Sean Gunn (captura de movimentos) | Avengers: Endgame (2019)       | Reintegrou aos Guardiões da Galáxia.        |
| Nebulosa                          | Karen Gillan                                          | Avengers: Endgame (2019)       | Reintegrou aos Guardiões da Galáxia.        |
| Carol Danvers / Capitã Marvel     | Brie Larson                                           | Avengers: Endgame (2019)       | —                                           |
| Scott Lang / Homem-Formiga        | Paul Rudd                                             | Avengers: Endgame (2019)       | —                                           |

### Outros personagens
Muitos personagens foram afiliados aos Vingadores no Universo Cinematográfico Marvel:
- O diretor da S.H.I.E.L.D., Nick Fury, é o criador dos Vingadores e os ajudou várias vezes.[h][i]
- Phil Coulson contribuiu para a criação dos Vingadores como um agente da S.H.I.E.L.D. no qual servia Fury.[25] Fury o descreveu tanto como um Vingador quanto um super-herói.[j][26]
- A S.H.I.E.L.D. auxilia os Vingadores na Batalha de Nova Iorque.[h] Mesmo após o colapso,[k] os agentes da S.H.I.E.L.D., como Maria Hill, lutam ao lado dos Vingadores na Batalha de Sokovia.[i]
- Pietro Maximoff luta ao lado dos Vingadores na Batalha de Sokovia e é morto por Ultron antes que ele pudesse se juntar oficialmente.[i]
- Erik Selvig e Helen Cho começam a trabalhar para os Vingadores durante os eventos de Avengers: Age of Ultron.
- T'Challa / Pantera Negra e Bucky Barnes / Soldado Invernal lutam ao lado dos Vingadores durante a Guerra Civil,[l] a Guerra Infinita[g] e a Batalha da Terra.[e]
- Personagens como Ayo, Drax, Groot, Mantis, M'Baku, Okoye, Shuri, Peter Quill / Senhor das Estrelas, Dr. Stephen Strange e Wong, bem como o resto do exército de Wakanda, incluindo as Dora Milaje, lutam ao lado dos Vingadores durante a Guerra Infinita[g] e a Batalha da Terra.[e]
- Personagens como Gamora (versão de 2014), Howard, o Pato, Korg, Kraglin Obfonteri, Miek, Pepper Potts, Valquíria,[27] Hope van Dyne / Vespa, os Mestres das Artes Místicas, os Saqueadores e o resto do exército Asgardiano, lutam ao lado dos Vingadores na Batalha da Terra.[e][28]

## Diferenças dos quadrinhos
Enquanto que o nome "Vingadores" e a representação de Loki como o primeiro antagonista são derivados mais da corrente principal do Universo Marvel, comumente referido como "Terra-616", outras representações diferentes, como a formação original dos Vingadores nas mãos da S.H.I.E.L.D. juntamente com a formação original retratada e o retrato dos alienígenas conhecidos como Chitauris como principais antagonistas, foram retratados com uma premissa semelhante aos Supremos, uma reimaginação moderna dos Vingadores dentro do universo dos quadrinhos dentro do multiverso que é publicado pela Marvel Comics. A formação original dos Vingadores incluía Hank Pym e a Vespa em vez de Capitão América, Viúva Negra e Gavião Arqueiro. Os Supremos introduziram a mesma formação de The Avengers, com a versão da Terra-616 e a adição da Feiticeira Escarlate e Mercúrio, os quais mais tarde apareceram em Avengers: Age of Ultron. Os personagens Rocket Raccoon e Nebulosa não aparecem como membros dos Vingadores nos quadrinhos, diferindo das adaptações cinematográficas.

## Recepção

### Resposta da crítica
A resposta da introdução da equipe de super-heróis foi o principal destaque de The Avengers. A. O. Scott, do The New York Times, sentiu que a química dos personagens era a melhor parte do filme. Owen Gleiberman, da Entertainment Weekly, comentou que a melhor coisa sobre o filme "é que ele também os desencadeia um no outro. Simplificando: essas aberrações da bondade podem ser um time, mas eles não gostam muito um do outro." Joe Morgenstein, do The Wall Street Journal, opinou que a representação deles brigando entre si comicamente foi a parte mais divertida. A equipe mais uma vez foi elogiada na sequência, com os críticos exaltando o elenco original por reprisarem seus papéis em Avengers: Age of Ultron. Scott Foundas, da Variety, sentiu que os atores agora "usam esses papéis tão confortavelmente como segundas faces". Ele opinou que o Quarteto Fantástico e a Liga da Justiça são equipes que só podem esperar seguir os passos em relação à interpretação dos personagens. Por outro lado, Scott Mendelson, da Forbes, não gostou do conceito de que alguns dos Vingadores (como Tony Stark e Bruce Banner) estavam por trás da criação do antagonista do filme (Ultron).
A representação dos Vingadores sendo divididos em uma Guerra Civil, como mostrado em Captain America: Civil War, foi elogiada por críticos como Peter Bradshaw, do The Guardian, e Richard Roeper, do Chicago Sun-Times. No entanto, Nicholas Barber, da BBC, foi mais crítico à representação, opinando que sua fidelidade não fazia sentido. Além disso, Stephen Whitty, do New York Daily News, criticou a expansão de muitos heróis tomando partido e sentiu que o filme era mais um filme dos Vingadores "recheado" do que um filme do Capitão América, como referido no título. Em 2018, na época em que Avengers: Infinity War foi lançado, foi originado um novo termo, que começou com o diretor de cinema James Cameron, chamado "Fadiga dos Vingadores" que circulou on-line. Cameron disse ao IndieWire que apesar de ser um fã dos filmes, ele temia que eles tivessem dominado o gênero cinematográfico, e que esperava que as pessoas estivessem se cansando deles para que outras histórias pudessem ser contadas. Isso resultou em algumas críticas e reações on-line em relação a Cameron. O quarto filme dos Vingadores, Avengers: Endgame, foi elogiado como uma conclusão adequada para a equipe de super-heróis.

### Temas e análises
De acordo com o crítico de cinema Peter Travers, o diretor de The Avengers, Joss Whedon, "vê os Vingadores como a família disfuncional definitiva. Seus poderes os afastaram do mundo normal. Como resultado, eles são solitários, mal-humorados e fodidos emocionalmente, fazendo com que os atores possuam uma bola em jogo." Além disso, enquanto revisava os filmes originais dos Vingadores, Roger Ebert comparou a formação original de seis dos Vingadores como excepcionalmente diferente, assim como a variedade de raças de cães que consiste em campeões do Westminster Kennel Club Dog Show. Ele observou que ambos os exemplos "são completamente diferentes", mas "ainda assim são todos campeões". Anthony Lane, do The New Yorker, explicou que o grupo de super-heróis era uma reminiscência do que "Bob Dylan, George Harrison e os outros que fizeram para formar os Traveling Wilburys" na cultura pop da música. Callie Ahlgrim, da Insider Inc., descreveu os Vingadores como "a equipe superpoderosa mais ambiciosa da história cinematográfica" ao fazer uma classificação dos Vingadores mais poderosos do UCM.

### Impacto cultural

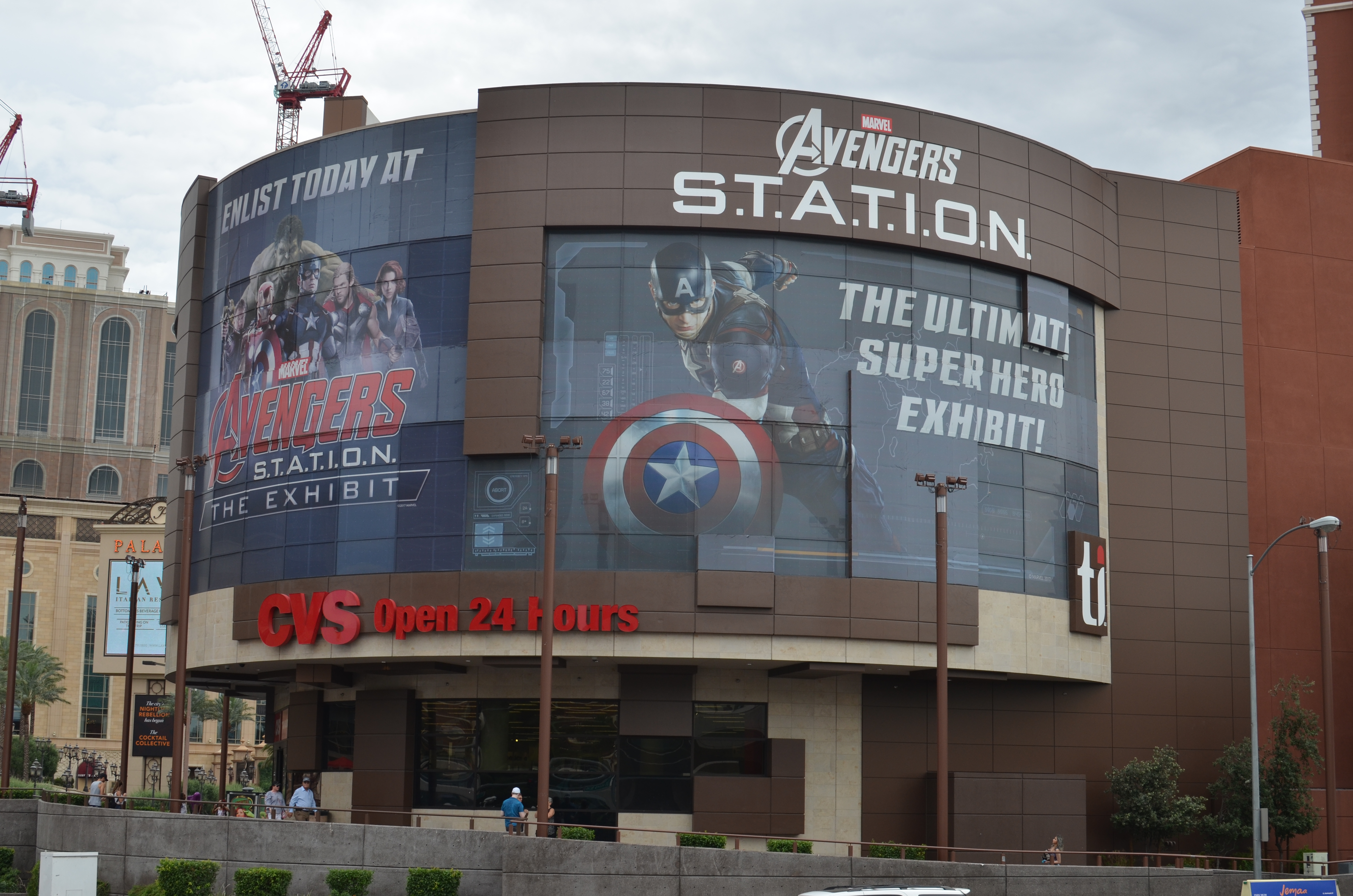
Um Marvel Avengers S.T.A.T.I.O.N em Las Vegas

A equipe foi a inspiração por trás da série documental Marvel's Avengers: Building A Cinematic Universe em 2012. Outra série documental foi criada em 2014, intitulada Marvel Studios: Assembling a Universe. Uma exposição on-line chamada Avengers S.T.A.T.I.O.N., baseada na equipe, está localizada atualmente em Las Vegas, Toronto e Seul. Avengers Campus, uma série de atrações em vários parques da Disney, é inspirada nos Vingadores do UCM, embora seja uma versão alternativa da equipe. O primeiro desses campus foi inaugurado em 4 de junho de 2021 no Disney California Adventure.